# I Pray, Olé
I Pray, Olé – piosenka napisana i nagrana przez Davida Bowiego w 1979. Nie została ona upubliczniona aż do roku 1991, kiedy to znalazła się jako dodatkowy utwór na wtórnie wydanym przez Rykodisc albumie Lodger.

## Twórcy
Źródło
- David Bowie – śpiew, gitary
- Dennis Davis – perkusja
- George Murray – gitara basowa
- Brian Eno – syntezator